# اورسبرگ
اورسبرگ (به آلمانی: Oersberg) یک شهر در آلمان است که در اشلسویگ-فلنسبورگ واقع شده‌است. اورسبرگ  ۳۳۹ نفر جمعیت دارد.